# Bokura wa minna ikiteiru
Bokura wa minna ikite iru (僕らはみんな生きている Todos estamos vivos?) es una película japonesa de 1993 dirigida por Yōjirō Takita.

## Reparto
- Hiroyuki Sanada como Keiichi Takahashi
- Ittoku Kishibe como Kenzo Tomita
- Kyūsaku Shimada como Tatsuya Masumoto
- Yū Hayami como Miyuki
- Tsutomu Yamazaki como Hiroshi Nakaido

## Recepción
Fue elegida como la 4° mejor película en el 15° Festival de Cine de Yokohama. Hiroyuki Sanada ganó el premio de mejor actor.